# Doãn Tuế
Doãn Tuế (1917-1995), hay là Nguyễn Trung, là một sĩ quan cấp cao trong Quân đội nhân dân Việt Nam, hàm Trung tướng, nguyên Tư lệnh Binh chủng Pháo binh,(1968-1971), Phó Tổng Tham mưu trưởng (1978-1988).

## Tiểu sử
Ông quê làng An Lãng xã Văn Tự huyện Thường Tín thành phố Hà Nội
Ông tham gia Quân đội nhân dân Việt Nam năm 1945.
Sau đó, ông tham gia chiến đấu tại mặt trận Hà Nội năm 1946, ngay từ khi bắt đầu hình thành lực lượng pháo binh của Việt Nam Dân chủ Cộng hòa.
Năm 1947, ông tham gia chỉ huy các trận đánh của pháo binh Việt Nam Dân chủ Cộng hòa chống lại lực lượng thủy quân của quân đội viễn chinh Pháp, dọc theo bờ sông Lô. Trong trận này ông là nguồn tư liệu cho nhạc sĩ Văn Cao sáng tác bài Trường ca Sông Lô. Trong thời gian này, Doãn Tuế trải qua các chức vụ chỉ huy: đại đội, tiểu đoàn, trung đoàn pháo binh.
Tháng 4 năm 1949, ông được kết nạp vào Đảng Cộng sản Đông Dương.
Các năm 1952 - 1954, Doãn Tuế là trung đoàn trưởng Trung đoàn Sơn pháo 675 (trung đoàn Anh Dũng), rồi tham mưu trưởng Sư đoàn pháo binh 351, Đảng uỷ viên Sư đoàn, tham gia chỉ huy chiến dịch Điện Biên Phủ năm 1954 (lúc này ông mang cấp bậc thượng tá).
Tháng 3 năm 1955, ông giữ chức Phó sư đoàn trưởng Sư đoàn 675 Pháo binh Quân đội nhân dân Việt Nam.
Sau đó, các năm 1955-1957, ông làm Phó tham mưu Bộ Tư lệnh Pháo binh quân đội Việt Nam Dân chủ Cộng hòa.
Năm 1958, Doãn Tuế đi học ở Học viện Pháo binh Trung Quốc.
Sau khi về nước, các năm 1963-1964, ông là Tham mưu trưởng Bộ Tư lệnh Pháo binh quân đội Việt Nam Dân chủ Cộng hòa, Ủy viên Thường vụ Đảng ủy Bộ tư lệnh Pháo binh.
Tháng 9 năm 1964, Doãn Tuế được bổ nhiệm Phó Tư lệnh Bộ Tư lệnh Pháo binh.
Năm 1967, ông vào chiến trường B5 (miền Nam Việt Nam) làm Tư lệnh Pháo binh Miền.
Từ tháng 9 năm 1968 đến năm 1977, Doãn Tuế là Tư lệnh Binh chủng Pháo binh Quân đội nhân dân Việt Nam.
Năm 1971, ông là Phó Tư lệnh Mặt trận đường 9 Nam Lào.
Năm 1973, ông tham gia các trận đánh ở Quảng Trị, nhằm không cho Quân lực Việt Nam Cộng hòa lấn chiếm đất, trước khi Hiệp định Paris có hiệu lực.
Năm 1974, ông được phong quân hàm thiếu tướng.
Năm 1975, ông tham gia chỉ huy pháo binh trong chiến dịch Hồ Chí Minh.
Thời kỳ 1978-1988, Doãn Tuế được thăng chức Phó Tổng Tham mưu trưởng Quân đội nhân dân Việt Nam.
Năm 1984, ông được phong quân hàm trung tướng.
Ông mất ngày 13 tháng 1 năm 1995, tại Hà Nội.